# Bratoliubivka, Dolînska
Bratoliubivka (în ucraineană Братолюбівка) este localitatea de reședință a comunei Bratoliubivka din raionul Dolînska, regiunea Kirovohrad, Ucraina.

## Demografie
Componența lingvistică a localității Bratoliubivka
     Ucraineană (96,84%)
     Rusă (2,43%)
     Alte limbi (0,72%)
Conform recensământului din 2001, majoritatea populației localității Bratoliubivka era vorbitoare de ucraineană (96,84%), existând în minoritate și vorbitori de rusă (2,43%).